# Leonard Shengold
Léonard Shengold est un psychiatre et psychanalyste américain, né le 5 décembre 1925 à Syracuse, dans l’État de New York et mort le 16 janvier 2020 à Stone Ridge, dans le même État. Il est connu pour s’être intéressé aux enfants maltraités, à travers le concept de « meurtre d’âme » et l’ouvrage Meurtre d’âme, le destin des enfants maltraités. Il a enseigné la psychiatrie clinique à la New York University School of Medicine dont il a dirigé l’Institut psychanalytique universitaire. Il a reçu le prix Mary S. Sigourney en 1997 pour l’ensemble de son œuvre.

## Biographie
Ses parents avaient émigré de l’Empire russe vers les États-Unis, son père, Chaim Shengold, était un horloger originaire de Minsk et sa mère Sonia (née Kosofsky), femme au foyer, de Vilna. 
Léonard Shengold naquit le 5 décembre 1925 à Syracuse, dans l’État de New York. Il avait cinq ans lorsque son père se mit à avoir des attaques d’angines sévères, ce qui poussa sa mère à lui enjoindre avec tristesse de ne pas l’énerver sous peine de provoquer sa mort. Ce souvenir douloureux est peut-être à l’origine d’une disposition précoce à l’empathie, avancera, en 2011, Shengold dans une interview. Il avait douze ans lorsque son père mourut en 1937.
Passionné de lecture dans sa jeunesse, il intégra l’université de Syracuse avant d’obtenir son transfert à celle de Columbia, à la suite de son intérêt pour Sigmund Freud et la psychanalyse, intérêt éveillé par le critique littéraire Lionel Trilling, l’un de ses enseignants. En 1943, il s’engagea dans l’armée et fut affecté en tant qu'opérateur radio en Inde pendant la deuxième Guerre mondiale, puis dans l’administration en Afrique du Nord après la capitulation du Japon, il en avait profité pour lire entre autres A la recherche du temps perdu de Marcel Proust et Introduction à la psychanalyse de Sigmund Freud.
Il obtint sa licence en littérature en 1947 et un diplôme de médecin en 1951 à Long Island College of Medicine (aujourd'hui nommé SUNY Downstate Medical Center (en)). Il fut supervisé en tant que psychanalyste au Psychoanalytic Institute and Clinic at Downstate (aujourd'hui nommé Psychoanalytic Association of New York et affilié à la New York University School of Medicine).
Il exerça la psychanalyse en cabinet privé pendant soixante ans (dont vingt-cinq à s’occuper plus particulièrement d’adultes ayant souffert de maltraitance durant l’enfance, à la suite de la publication de Meurtre d’âme, en 1989, qui fut un tournant dans sa carrière). Il eut également pour patient célèbre Oliver Sacks qu’il reçut à partir de 1966 pour une addiction aux amphétamines et qu’il suivit pendant presque cinquante ans. Il supervisa des psychanalystes à l’institut dont il fut le directeur entre 1975 et 1978. Il enseigna également la psychiatrie à l'université de New York. 
Leonard Shengold décéda chez lui le 16 janvier 2020 à l’âge de 94 ans des suites d’une leucémie.

## Travaux
Ses deux ouvrages les plus connus sont Meurtre d’âme, le destin des enfants maltraités (dont la publication originale en anglais date de 1989, seul ouvrage traduit en français en 1998) et Soul Murder Revisited : Thoughts About Therapy, Hate, Love, and Memory (publié en 1999),. Ils traitent des conséquences douloureuses sur le long terme pour les personnes ayant subi des maltraitances ou des négligences graves pendant l’enfance. Ils peuvent être inscrits dans la filiation de travaux d'Alice Miller tels que L'enfant sous terreur publié en 1986.
Selon Leonard Shengold, le « meurtre d’âme » : « n’est ni un diagnostic ni une maladie, mais l’expression tragique qui décrit des événements aboutissant à un crime : la tentative délibérée d’éradiquer ou de mettre à mal l’identité d’un individu. Les victimes d’un meurtre d’âme restent très largement possédées par un autre, leur âme devient l’esclave de l’autre. […] L’abus sexuel, la privation d’affection, la torture psychique et physique peuvent aboutir au meurtre d’âme ; le lavage de cerveau permet à l’esclavage émotionnel de perdurer ».
Shengold montre comment les maltraitances et les négligences sévères entraînent une inhibition de la maturation et du développement mental des enfants, il insiste également sur la dépendance, physique et affective, de ceux-ci à l’égard de leurs persécuteurs qui les pousse à attendre paradoxalement du réconfort de leur part. L’effet le plus destructeur est ainsi l’identification à l’agresseur et la compulsion de répéter les souffrances aussi bien comme tortionnaire (sadisme) et que comme victime (masochisme). Shengold insiste cependant sur le fait qu'en organisant les traumatismes et en mobilisant les ressources psychiques les patients peuvent éviter le destin de la maltraitance,. Il évoque ainsi l’idée de résilience qui sera développée par Boris Cyrulnik.
Il s’est inspiré des œuvres de Sigmund Freud et de Sándor Ferenczi mais également de décennies de cas cliniques et d’œuvres littéraires comme celles d’Orwell, Kipling, Chekhov et Dickens qui avaient eux-mêmes souffert de maltraitance, au travers, parfois, de parents pourtant aimants et soucieux du bien de leur enfant mais aux choix contestables. L’expression elle-même se trouve aussi bien dans les Mémoires de Daniel Paul Schreber que dans Kaspar Hauser d'Anselm von Feuerbach mais aussi dans Ibsen relu par son critique Strindberg,,.
Il s’est également intéressé à l’hostilité entre mère et fils à travers la figure d’Œdipe et la Sphainge (qui signifie l’étrangleuse) remettant en cause le postulat de Freud selon lequel la relation mère-fils est la seule dépourvue d’ambiguïté. 
Il a également publié d’autres ouvrages dont Haunted by Parents en 2006 sur l’influence de l’enfance dans les résistances au changement et If You Can’t Trust Your Mother, Whom Can You Trust? Soul Murder, Psychoanalysis, and Creativity en 2013 sur l’influence centrale des parents.

## Prix et hommages
Il reçut le prix Sigourney Award, pour recherches ayant contribué à l’avancement de la psychanalyse, en 1997.
Selon Michiko Kakutani, Shengold a donné une définition scientifique moderne au meurtre d’âme et écrit une étude audacieuse d’un phénomène trop commun. Le psychiatre et psychanalyste Harold Blum estime que le concept est valide quant à la compréhension des maltraitances et utile à la compréhension des fantasmes inconscients induits par les expériences traumatiques. Par ailleurs, il souligne que Shengold était un superviseur convoité et estimé. Oliver Sacks lui a dédié son ouvrage L’Homme qui prenait sa femme pour un chapeau et disait de lui que, par-dessus tout, Shengold lui avait appris l’attention, ce qui est parfois appelé l’écoute de la troisième oreille, c'est-à-dire l'attention à ce qui se cache derrière le babillage.

## Œuvres

### Traduit en français
- Meurtre d’âme, le destin des enfants maltraités, Calman-Lévy, 1998

### Non traduits
- Halo in the Sky : Observations on Anality and Defence, Yale University Press, 1987
- « Father, Don’t You See I’m burning ? » Reflexions on Sex, Narcissism, Symbolism and Murder ; From Everything to Nothing, Yale University Press, 1991  Exploration du côté obscur de la nature humaine à partir de théories orthodoxes et non-orthodoxes[3]
- The Boy Will Come to Nothing ; Freud’s Ego Ideal and Freud as Ego Ideal, Yale University Press, 1993  Si nos parents sont nos premiers modèles, ils sont toujours objets d’ambivalence et notre maturation nous pousse à en chercher d’autres identifications dans la culture. Cette thèse est illustrée à travers le propre développement psychique de Freud[3]
- Delusions of Everyday Life, Yale University Press, 1995  Exploration de la situation paradoxale du patient qui veut et ne veut pas changer, ramené aux « illusions » quotidiennes et non-psychotiques, en lien avec les désirs inconscients propres à la relation infantile[3]
- Psychoanalytic Understanding of Violence and Suicide, Préface au livre de Rosine Josef Perelberg, The New Library of Psychoanalysis, 1998  Étude des patients violents contre eux-mêmes ou autrui, à travers la période charnière de la transition de l’enfance à l’âge adulte, avec pour thèse que la violence est une tentative de résolution des problèmes[3]
- Soul Murder Revisited. Thoughts about Therapy, Hate, Love and Memory, Yale University Press, 1999  Suite des recherches de Meurtre d’âme insistant sur les types d’agression, les adaptations et la thérapie[3]
- Haunted by Parents, Yale University Press, 2007
- If You Can’t Trust Your Mother, Whom Can You Trust? Soul Murder, Psychoanalysis, and Creativity, Karnac Books, 2013